# Tanyproctus varians
Tanyproctus varians är en skalbaggsart som beskrevs av Rudolph Petrovitz 1980. Tanyproctus varians ingår i släktet Tanyproctus och familjen Melolonthidae. Inga underarter finns listade i Catalogue of Life.